# Účetnictví
Účetnictví je nástroj pro sledování a zobrazení stavů, toků a výsledků ekonomické činnosti v peněžních jednotkách. Je uspořádaným systémem evidence s určitými, vesměs obecně platnými normami a definovanými pravidly.

## Rozdělení
Jednou ze základních myšlenek, které ovlivňují vývoj účetnictví ve dvacátém století, je poznání, že způsob zobrazení podnikatelského procesu je třeba diferencovat podle toho, kdo je uživatelem účetních informací a jaké rozhodovací úlohy řeší. V této souvislosti rozeznáváme dva hlavní účetní systémy:
- finanční účetnictví a
- manažerské účetnictví.

Cílem finančního účetnictví je poskytnout informace externím subjektům (tzv. externím uživatelům účetních informací). Naopak manažerské účetnictví slouží k řízení vnitřních podnikových procesů a jeho výstupy jsou podkladem pro manažerská rozhodnutí na všech stupních podnikového vedení.
Existují dva základní nosné pilíře finančního (podvojného) účetnictví, jimiž je předpoklad akruální báze a předpoklad trvání podniku. Od těchto dvou předpokladů se odvíjejí další principy a účetní zásady.
Z akruální báze vyplývá, že výsledky transakcí a ostatních událostí jsou uznány v období, kdy k nim dochází (nikoli v okamžiku příjmu či výdeje peněz), zaznamenány v účetních knihách a zohledněny v účetních závěrkách za ta období, ke kterým se skutečně vztahují.
Účetní informace dále vycházejí z předpokladu, že podnik bude v dohledné budoucnosti pokračovat ve své činnosti, a nemá tedy v úmyslu ani není nucen likvidovat nebo podstatně omezit rozsah činností (tzv. předpoklad trvání podniku).

## Právní úprava účetnictví v České republice
Účetnictví a postupy účtování jsou v České republice upraveny zákonem o účetnictví, který účetním jednotkám ukládá povinnost vést účetnictví jako soustavu účetních záznamů.
Právní úprava účetnictví v České republice rozlišuje:
- účetnictví, které nahradilo dříve používané tzv. podvojné účetnictví,
- vnitropodnikové účetnictví,
- daňovou evidenci (dříve označovanou jako jednoduché účetnictví),
- jednoduché účetnictví.

Daňovou evidenci přitom nelze považovat za „skutečné“ účetnictví, neboť nesplňuje nároky všeobecně kladené na účetnictví (například podvojný zápis). Pro vedení pouze daňové evidence je nutné splnit zákonem dané podmínky.
Vnitropodnikové účetnictví je plně v pravomoci účetní jednotky.

## Význam a funkce účetnictví
Účetnictví poskytuje informace důležité pro řízení a rozhodování, ale slouží také ostatním uživatelům.
Základní funkcí účetnictví je porovnávat stav majetku podniku zanesený v účetnictví se stavem skutečným. Dále pak poskytovat uživatelům základní informace, jak je daný podnik ekonomicky schopný, jaká je finanční situace podniku, jaké jsou hospodářské výsledky za určité časové období apod.
Tyto údaje se používají především při tvorbě finančních poznatků, finančních analýz apod.
Informace o stavu účetnictví jsou určeny pro pracovníky podniku, dále pro jiné externí pracovníky a uživatele, kteří se o podnik zajímají.
Uživatelům jsou informace o finanční situaci podniku předkládány formou účetních výkazů. Tyto informace musí být především hodnověrné, srozumitelné, srovnatelné a správné.
Účetnictví tak plní především tyto funkce:
1. Informační funkci, tzn. poskytuje informace o stavu podniku
2. Registrační funkce
3. Důkazní funkce tj. je prostředkem při vedení různých sporů
4. Kontrolní funkce – tato funkce umožňuje především kontrolu stavu majetku a hospodaření
5. Slouží k vyměření daňové povinnosti